# Toyota Alphard
Toyota Alphard — п'ятидверний мінівен, що випускається компанією Toyota Motor Corporation з травня 2002 року. Названий на честь яскравої зірки Альфард у сузір'ї Гідри.
Виробником позиціонується як мінівен вищого класу. Комплектується переднім або повним приводом, автоматичною коробкою передач або варіатором і двигунами об'ємом 2,4, 2,5, 3,0 або 3,5 літри в залежності від покоління.

## Перше покоління (2002—2008)

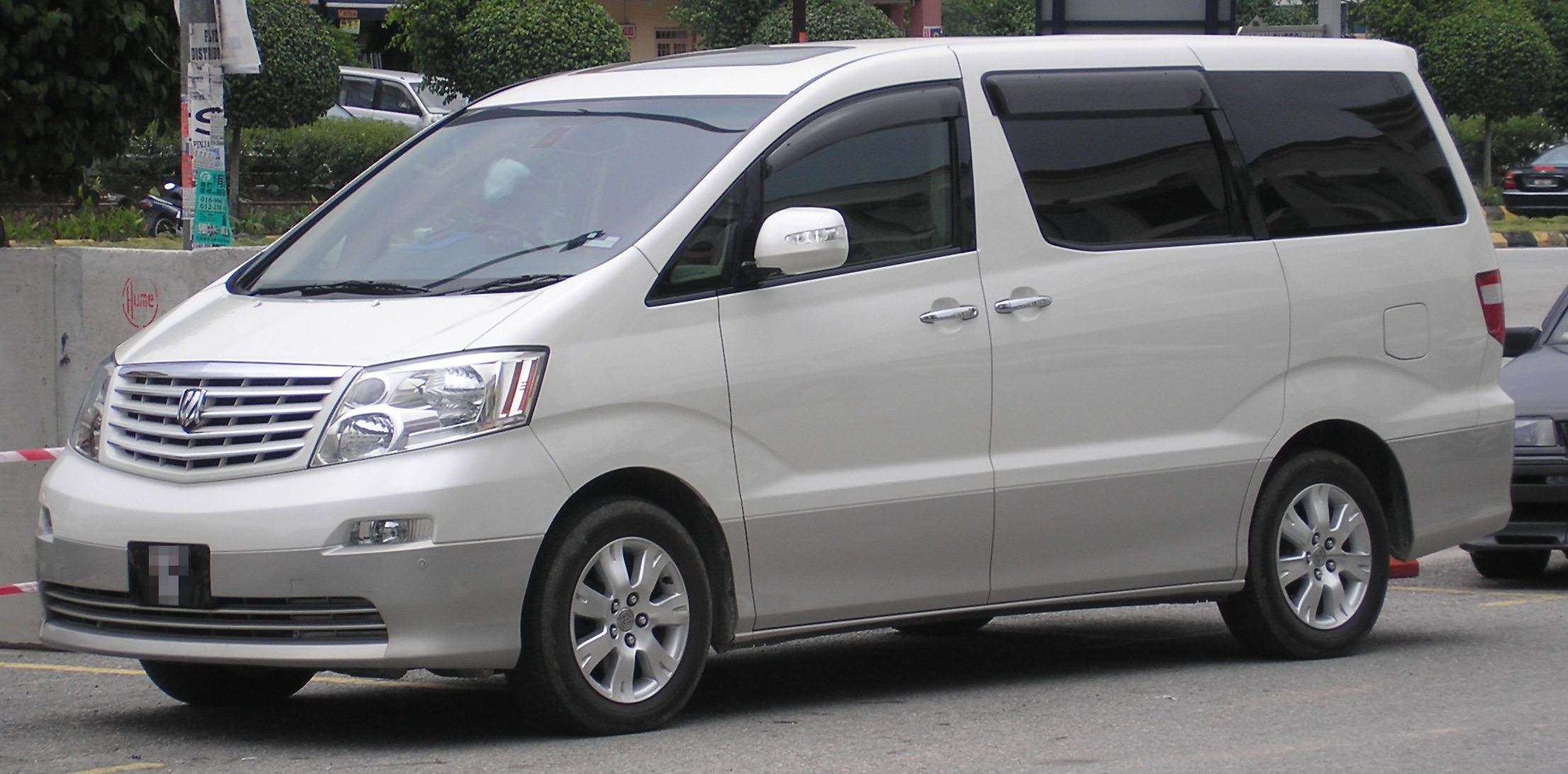
Toyota Alphard AH10

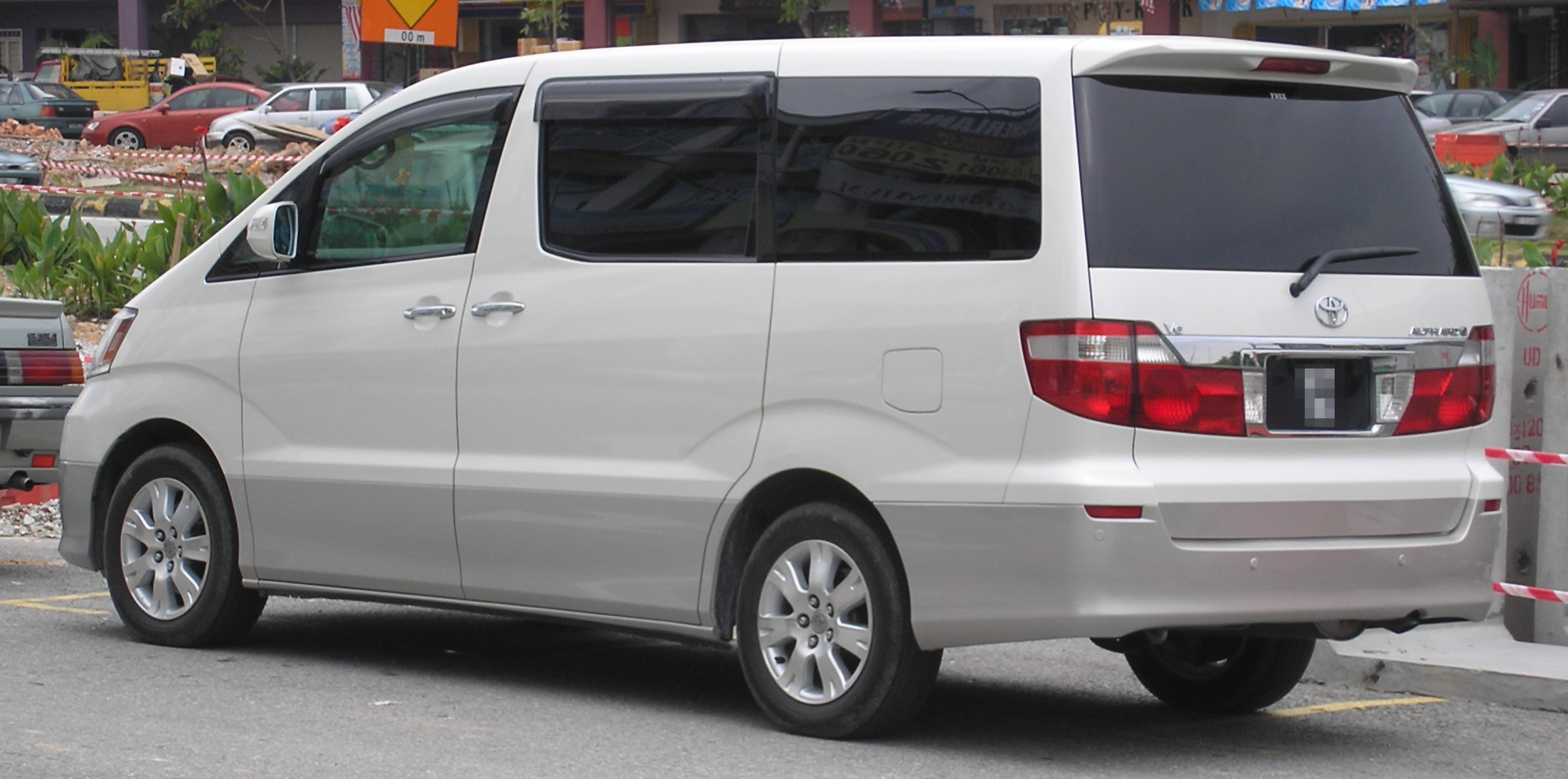

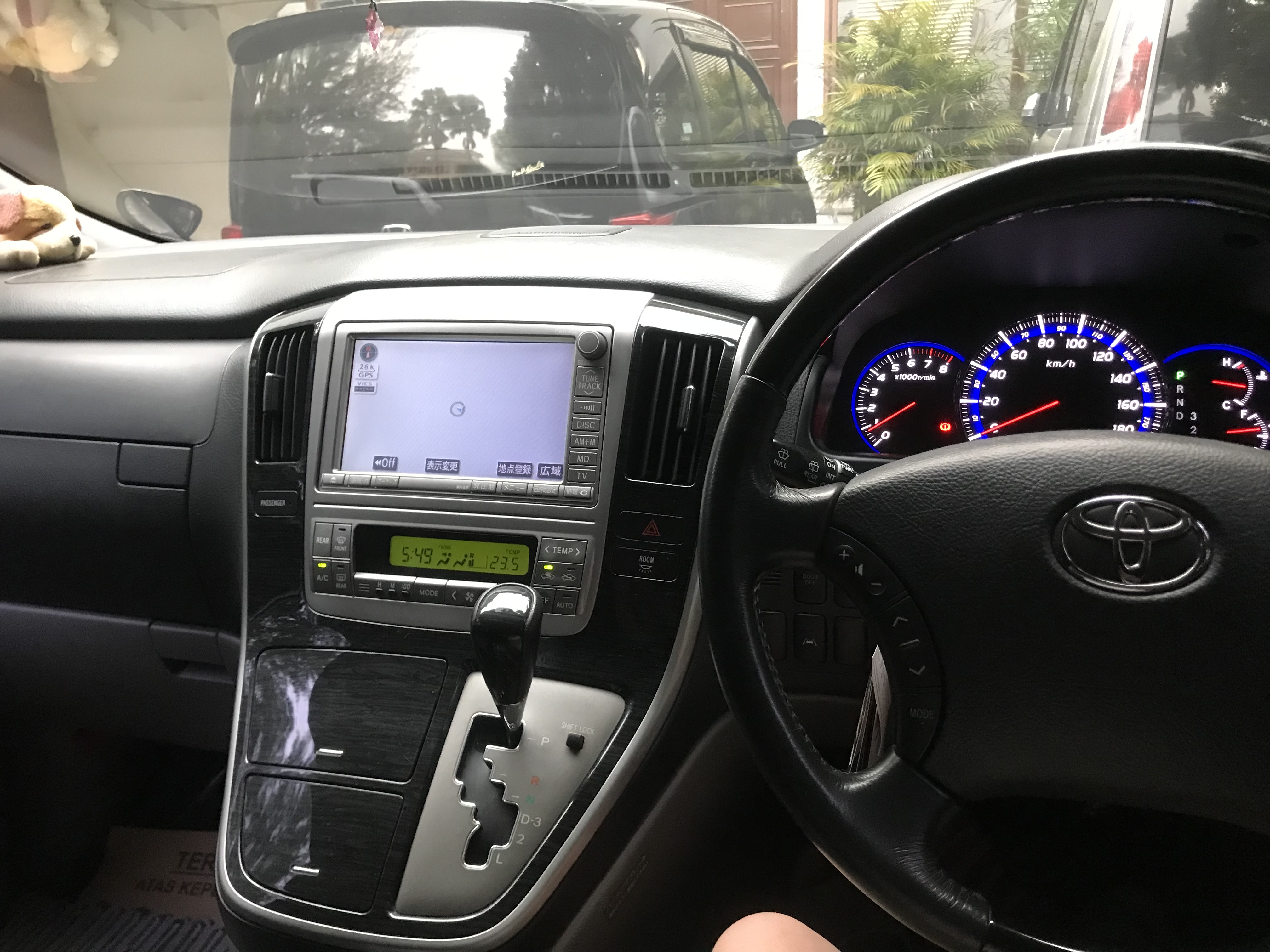

Toyota Alphard дебютувала в травні 2002 року, щоб конкурувати з Nissan Elgrand і Honda Elysion. Модель поставлялась на ринок з повним електропакетом, великим комфортом і безпекою, що допомогло стати Alphard найпродаванішим MPV у Японії.
У 2005 році Alphard оновили, модель отримала новий дизайн задньої лампи та нові алюмінієві литі диски 16" і 17". Представлена також гібридна версія.
Актор Жан Рено з'явився на японських телевізійних рекламних роликів для Toyota Alphard.

### Двигуни
- 2,4 л Р4 2AZ-FE 160 к.с.
- 3,0 л V6 1MZ-FE 220 к.с.

## Друге покоління (2008—2015)

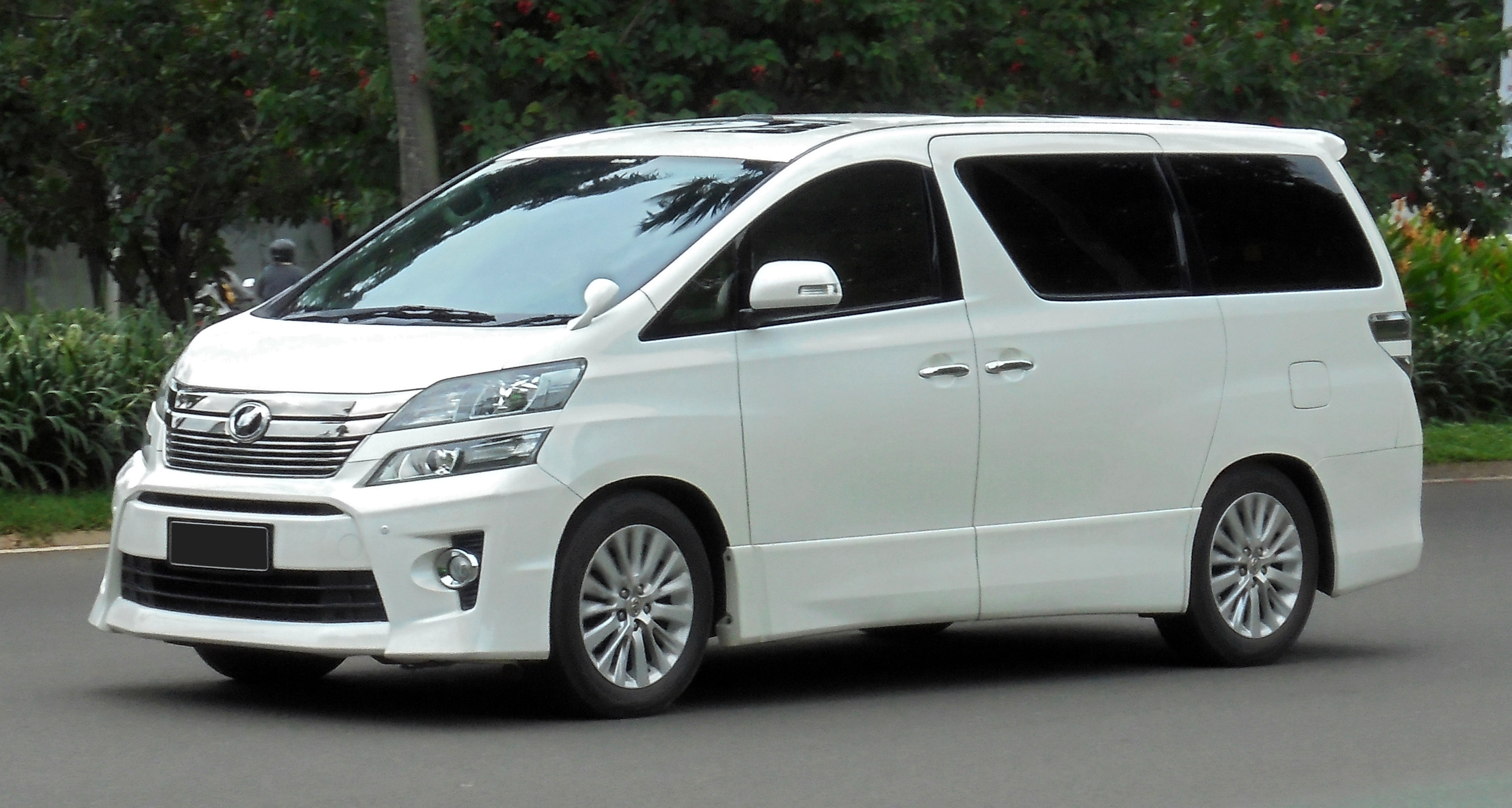
Toyota Vellfire AH20

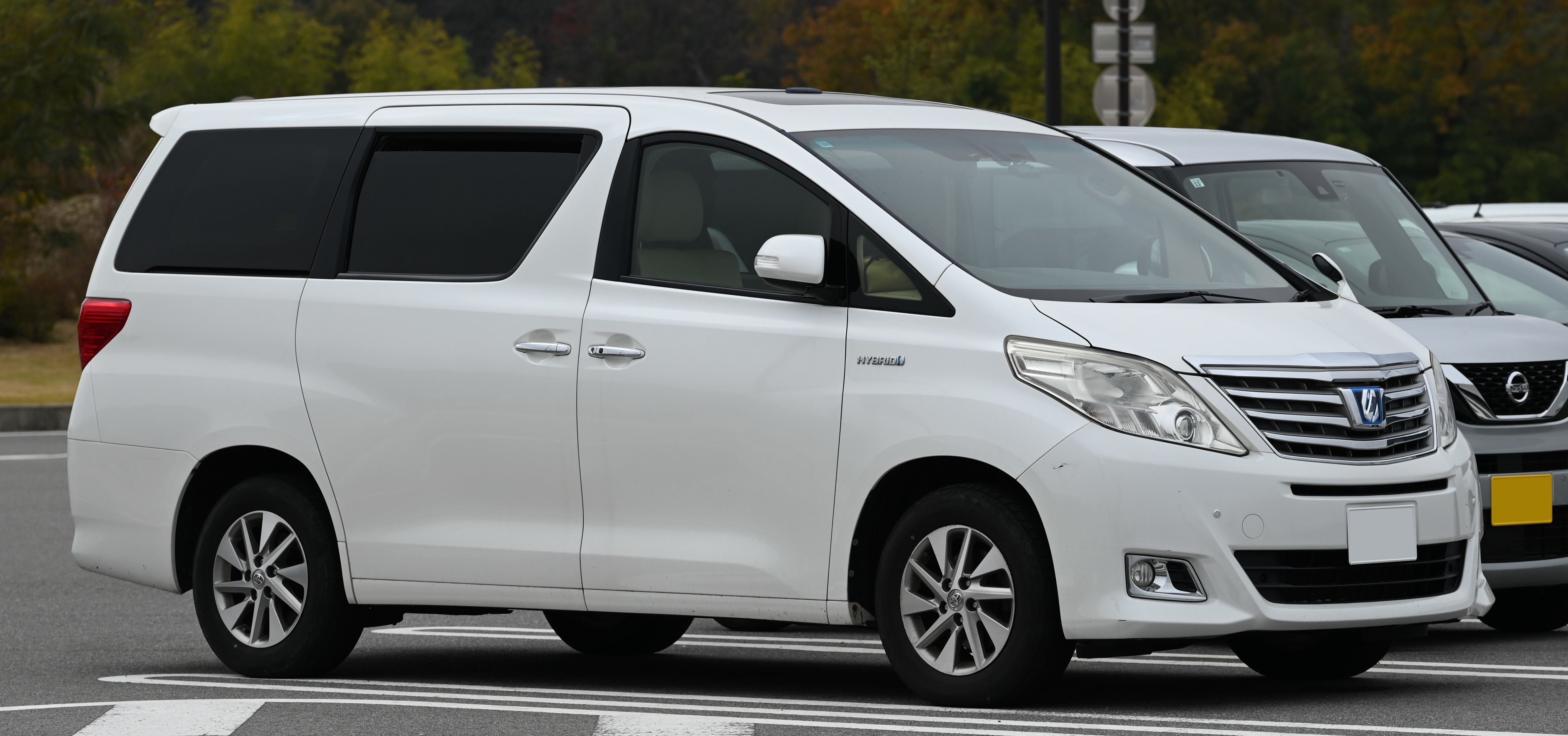
Toyota Alphard AH20

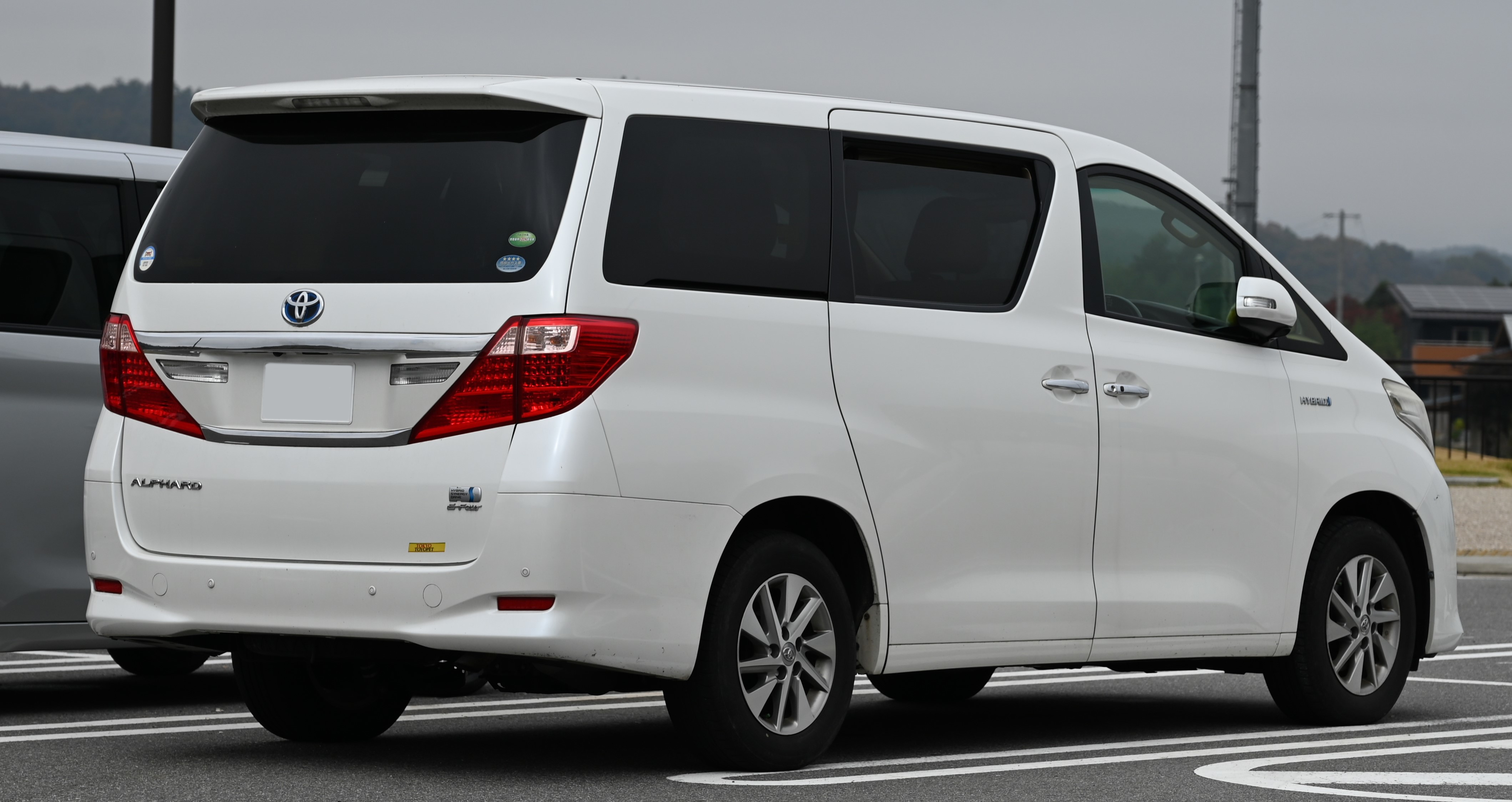

У квітні 2008 року представлено друге покоління Alphard з більш сучасним дизайном і більш розкішним інтер'єром. Для цього покоління, Alphard лінійка була розширена у двох різних варіантах дизайну — Alphard і Vellfire.
Відповідно до прес-релізу компанії Toyota, то Alphard описується як автомобіль що має елегантний і витончений дизайн в той час як Vellfire робить акцент на силі та сильній індивідуальності. Обидві моделі продаються через окремі канали розподілу, Alphard продається Toyota в дилерської мережі Toyopet у той час як Vellfire продається через молодіжно-орієнтовану дилерську мережу Netz.
Друге покоління Alphard запущений у виробництво на Філіппінах 3 серпня 2010 року.
Модель підтяжку обличчя було оголошено Toyota Motor Co. 27 вересня 2011 року, для японського ринку, щоб почати з 1 листопада 2011 року також введена гібридна версія Alphard і Vellfire.

### Двигуни
- 2,4 л Р4 2AZ-FE I4 168 к.с.
- 3.5 л V6 2GR-FE 266-276 к.с.

## Третє покоління (2015-даний час)

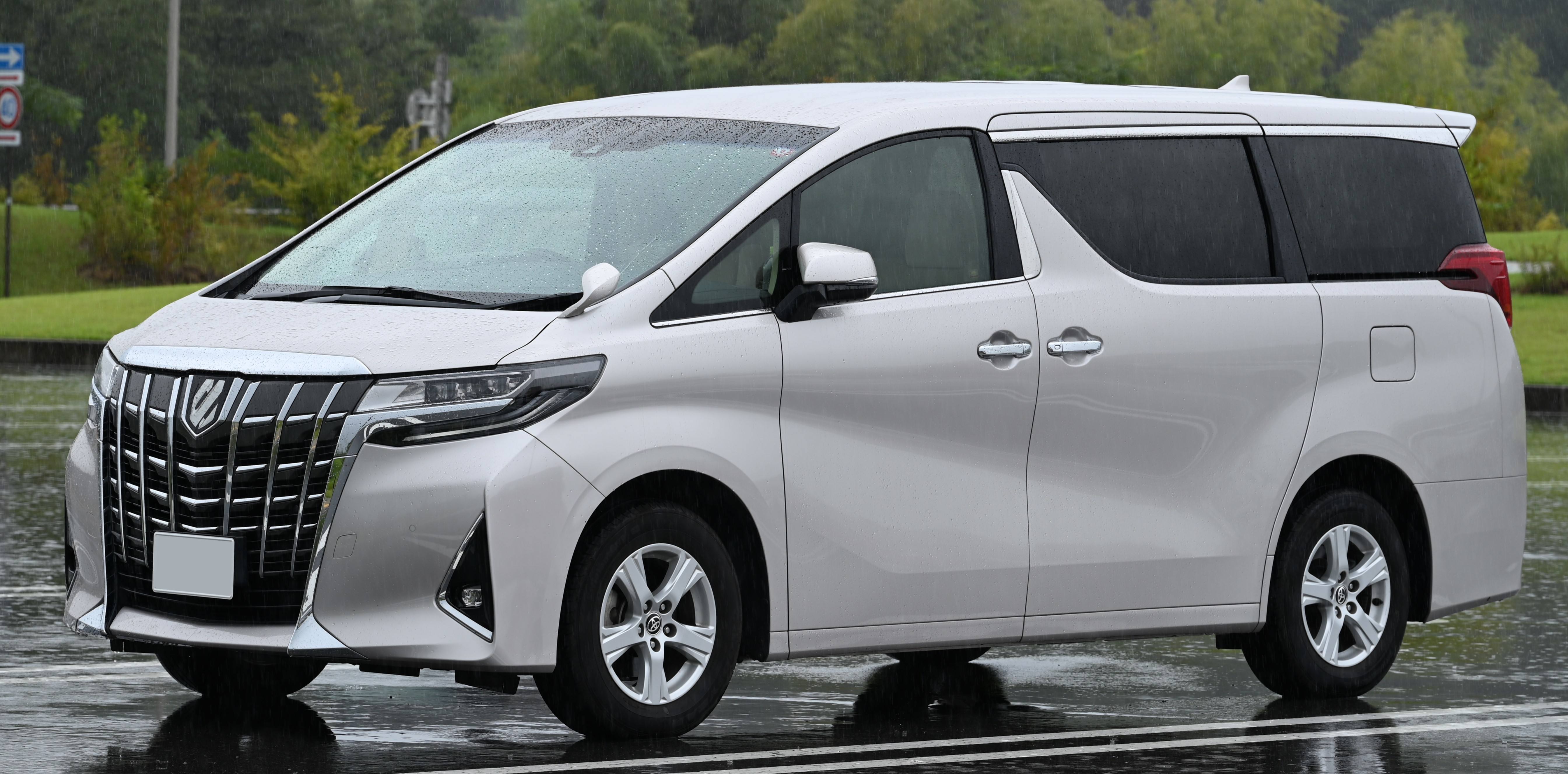
Toyota Alphard AH30

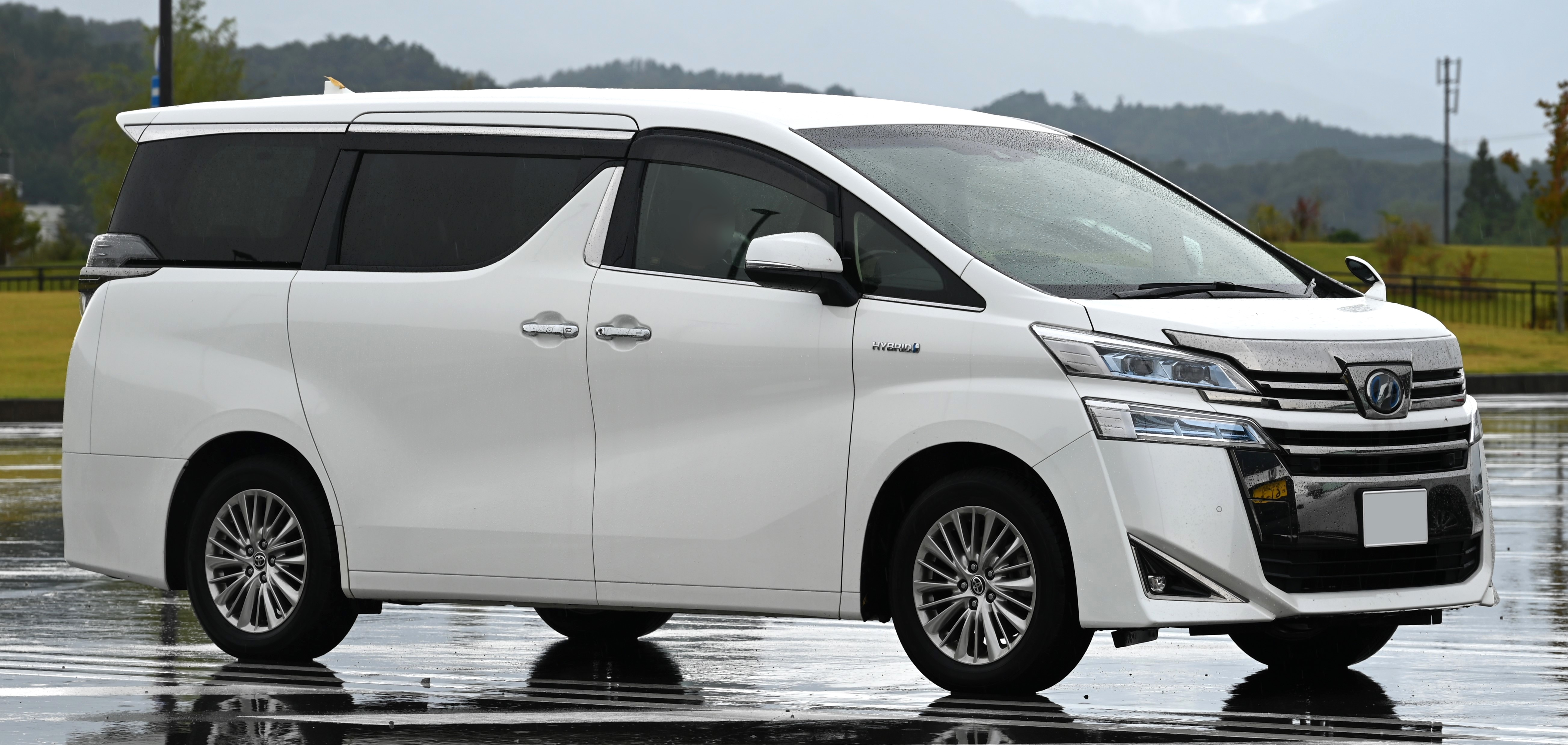
Toyota Vellfire AH30

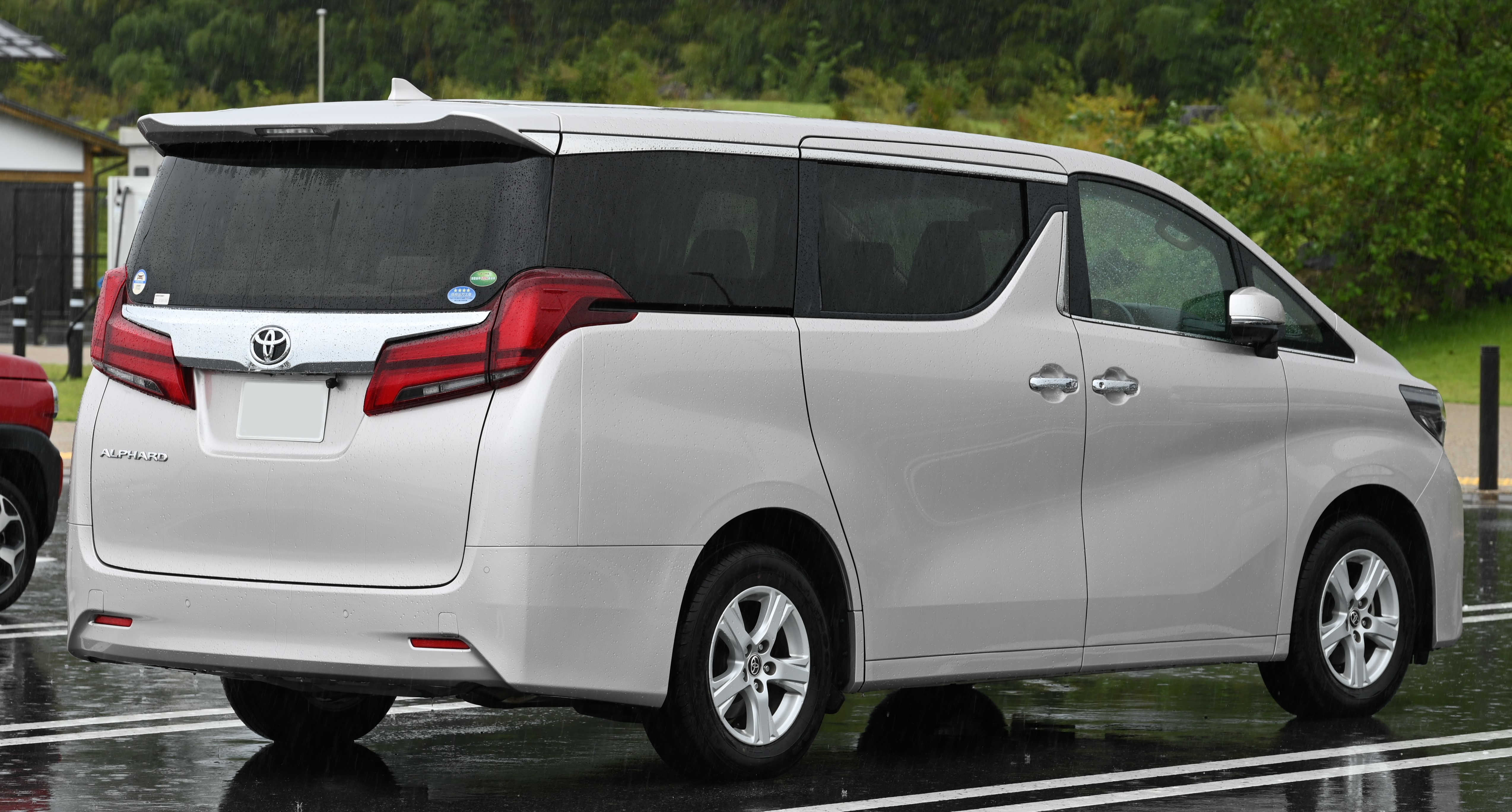

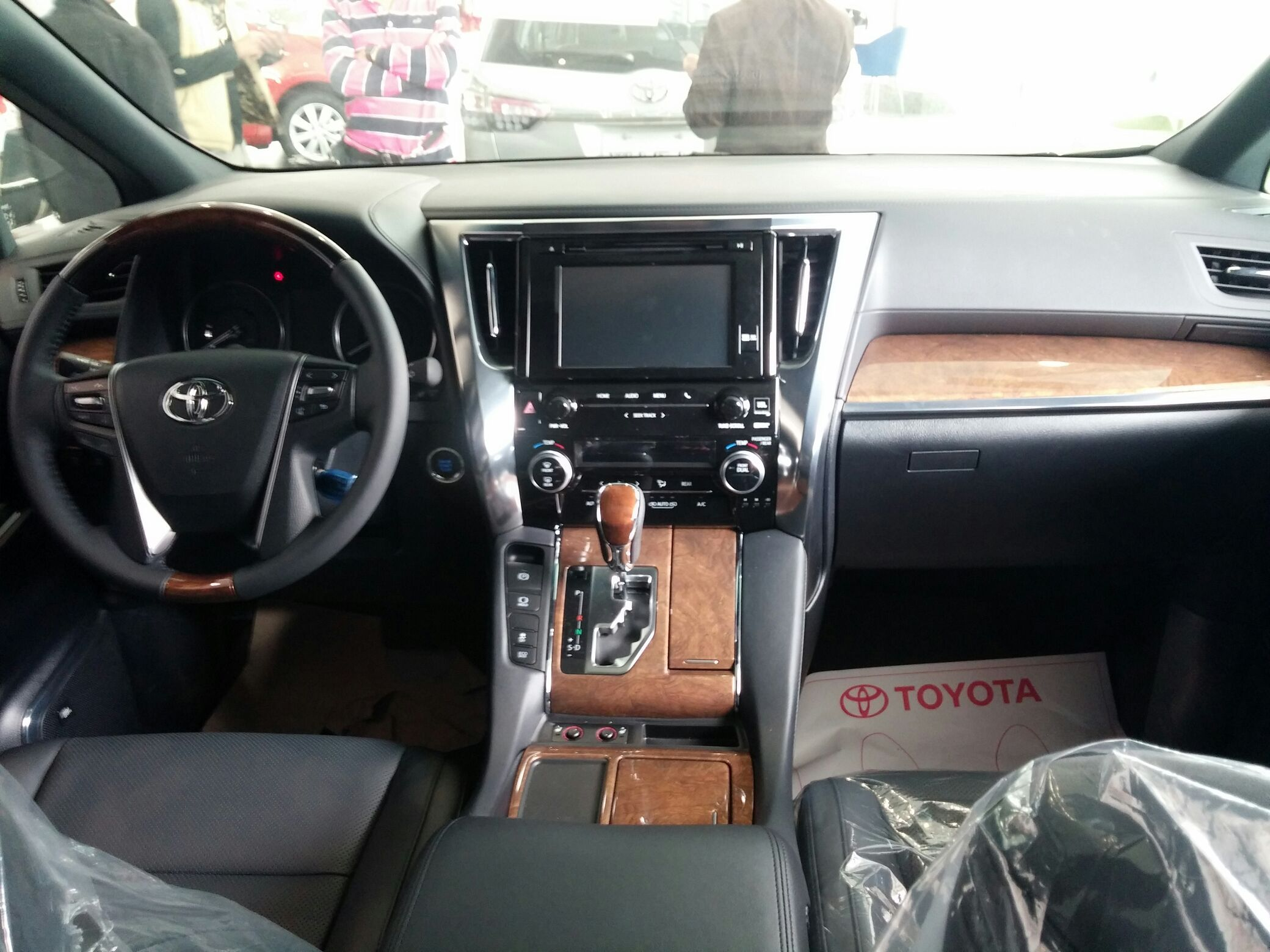

Toyota випустила третє покоління Alphard 26 січня 2015 року з новим зовнішнім виглядом і новими функціями, такими як новий 2,5-літровий бензиновий двигун, 2,5-літровим бензиновим гібридним двигуном. Новий топ-оф-лайн Executive Lounge клас був доданий як для Alphard і Vellfire. Третє Alphard покоління в даний час доступна в Японії та деяких азійських ринках Індонезії, Таїланду, на Філіппінах і в Гонконзі, а віднедавна і в Росії.
Нове покоління характеризується дуже великою решіткою, аналогічною поточній моделі Toyota Crown. Довжина виросла на 60 мм, ширина 20 м, а колісна база виросла на 50 мм, а висота коротша на 10 мм по порівнянні з попереднім поколінням. Alphard стикається з конкуренцією з боку великих MPV, таких як Nissan Elgrand і п'ятого покоління Honda Odyssey (JDM і азійська моделі).
Стандартна комплектація Toyota Alphard представлена досить широким списком обладнання, який включає в себе:
- антиблокувальну систему гальм;
- систему контролю тяги;
- систему електронного регулювання гальмівного зусилля;
- електронну систему динамічної стабілізації;
- електронну систему екстреного гальмування;
- іммобілайзер;
- охоронну сигналізацію;
- центральний замок;
- аудіосистему з 8 динаміками;
- бортовий комп'ютер;
- Bluetooth;
- дисплей для пасажирів задніх сидінь;
- камеру заднього виду;
- мультируль;
- навігаційну систему;
- датчики дощу освітленості;
- трьохзонний клімат-контроль;
- передній і задній парктронік;
- вітрове склом з підігрівом;
- круїз-контроль;
- система старт-стоп;
- передні і задні склопідйомники;
- ксенонові фари;
- омивачі передніх фар;
- протитуманні фари;
- систему адаптивного освітлення
- подушку безпеки водія і переднього пасажира;
- бічні передні подушки безпеки і шторки безпеки[1].

### Двигуни
- 2,5 л Р4 2AR-FE 182 к.с.
- 2.5 л Р4 2AR-FXE 150 к.с. + електродвигун спереду 143 к.с. ззаду 68 к.с. - разом 197 к.с.
- 3,5 л V6 2GR-FE 280 к.с.

## Четверте покоління (2023-даний час)

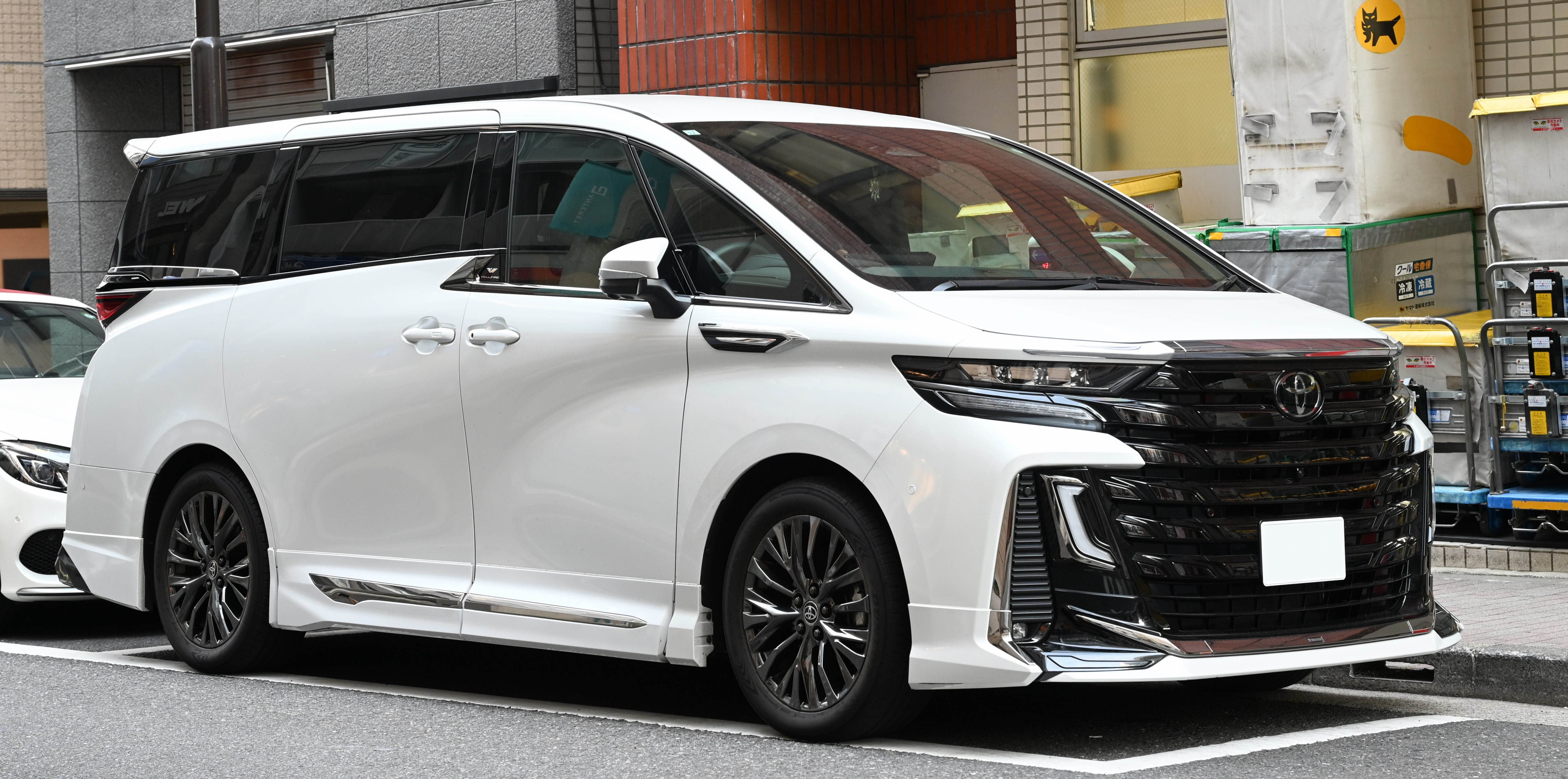
Toyota Vellfire AH40

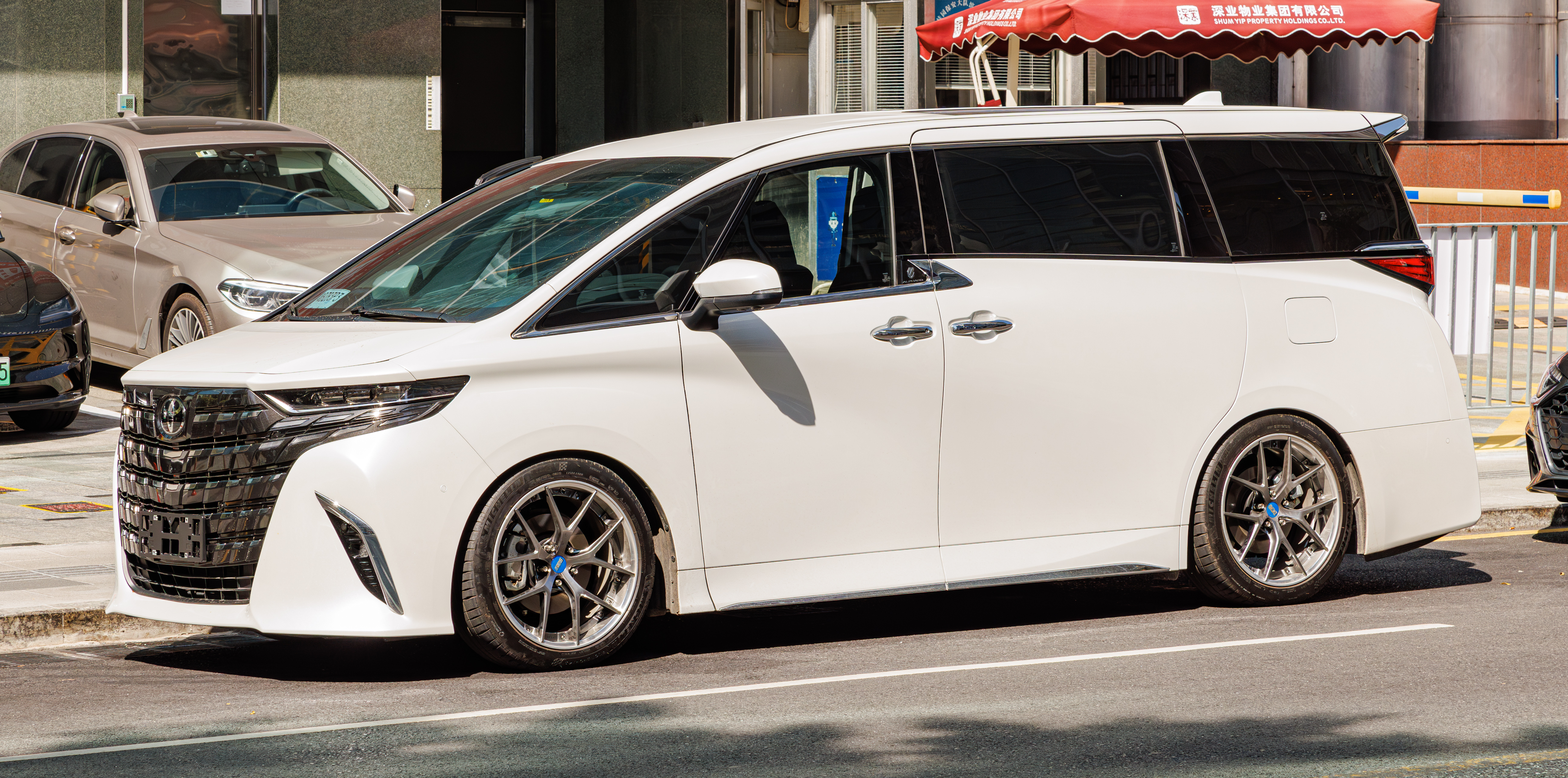
Toyota Alphard AH40

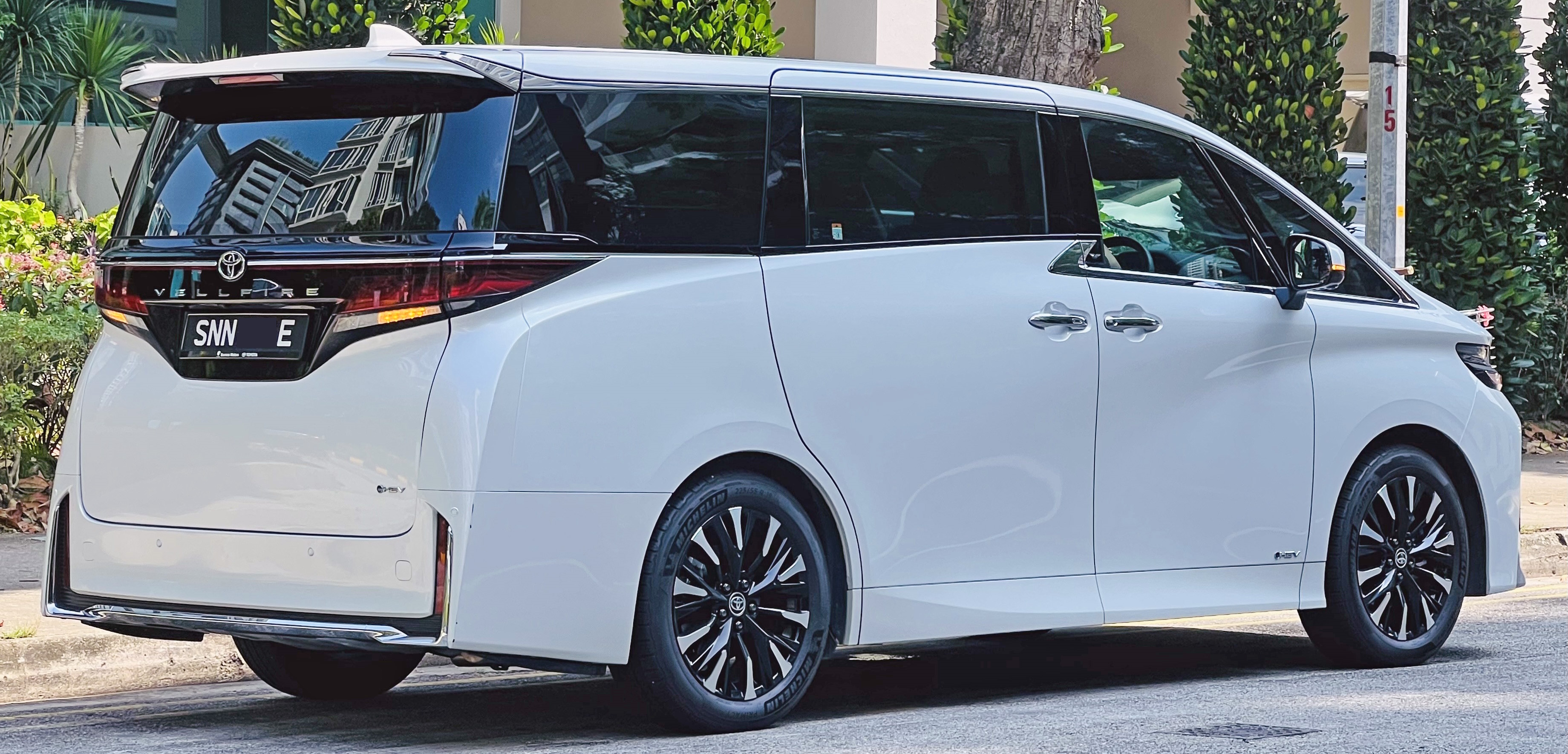
Toyota Vellfire AH40

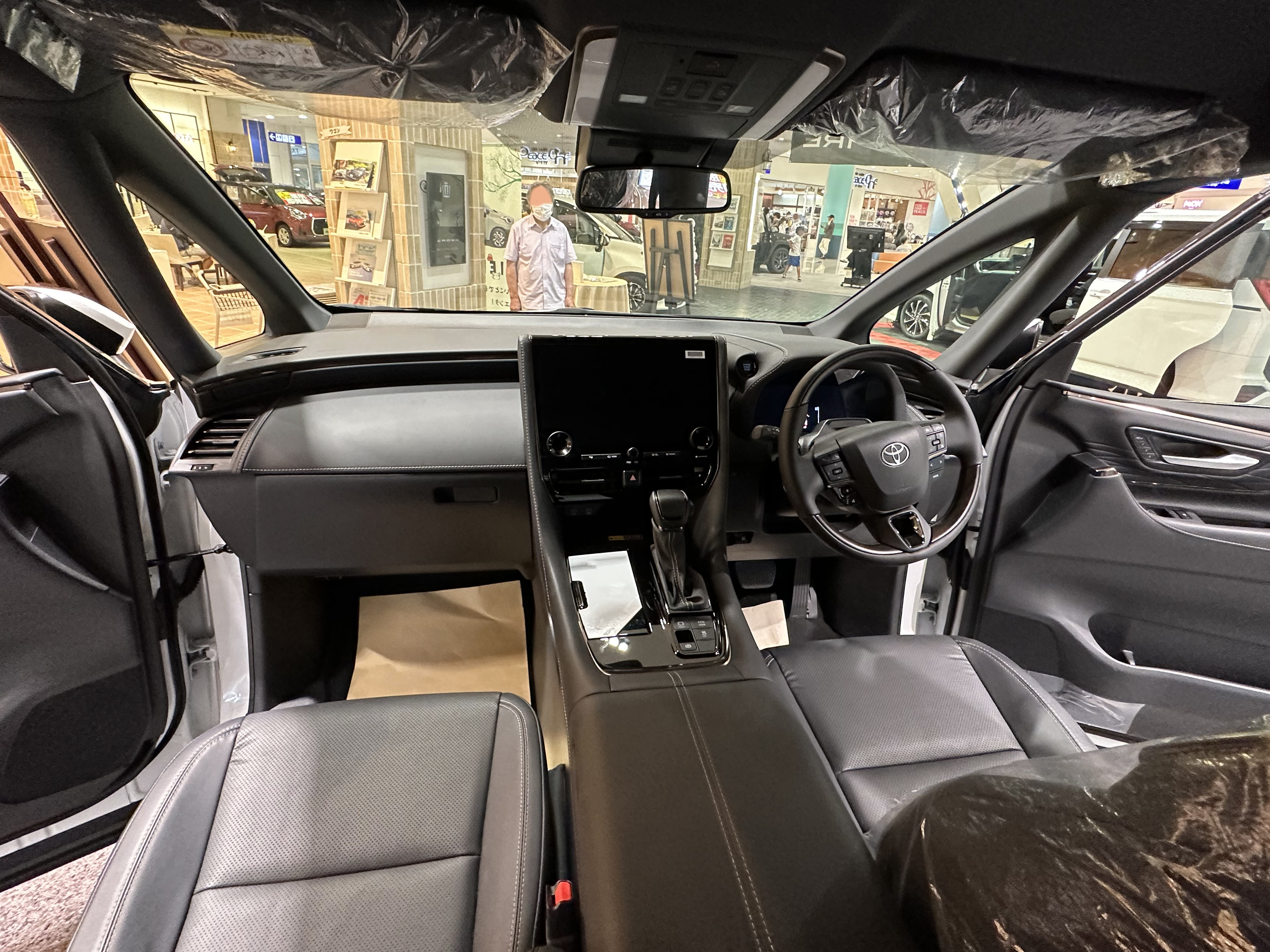

Alphard четвертого покоління та Vellfire третього покоління були випущені 21 червня 2023 року. Він заснований на платформі TNGA-K разом із більш розкішним Lexus LM.
Автомобіль оснащений прямими рокерами та V-подібною розтяжкою в задній нижній частині транспортного засобу для підвищення жорсткості на 50% порівняно з їхніми попередниками. Toyota також оптимізувала використання структурних клеїв для обмеження деформації кузова. Він використовує стійки McPherson спереду та оновлену задню підвіску на подвійних важелях. Завдяки іншим заходам, таким як використання гумових втулок у частинах кріплення каркасів подушок і піни з ефектом пам’яті на сидіннях, мікроавтобус зменшив вібрацію на 30%.
Зовнішні розміри зберігаються в межах 5 м у довжину та 1,85 м у ширину, щоб забезпечити відповідність транспортного засобу обмеженням розмірів стандартних вертикальних автоматизованих систем паркування в Японії.
За словами головного брендингового директора Toyota Саймона Хамфріса, який також контролює роботу над дизайном, компанія хотіла припинити використання таблички Vellfire у світлі її продажів у Японії, що зменшуються. Однак під час розробки це рішення було скасовано через відмову дилерів.
Помітною зміною Alphard є його символіка, яка переміщена з передньої частини на віконні рами передніх дверей. Передня частина Alphard тепер має корпоративну емблему Toyota. Вперше Vellfire отримує власний унікальний знак розрізнення у вигляді стилізованої букви «V». Він також розташований на віконних рамах вхідних дверей. На задній частині брелоків Alphard і Vellfire також є відповідні знаки розрізнення.

### Двигуни
- 2.4 L T24A-FTS turbo I4
- 2.5 L 2AR-FE I4
- 2.5 L A25A-FXS Hybrid I4